# Boggis

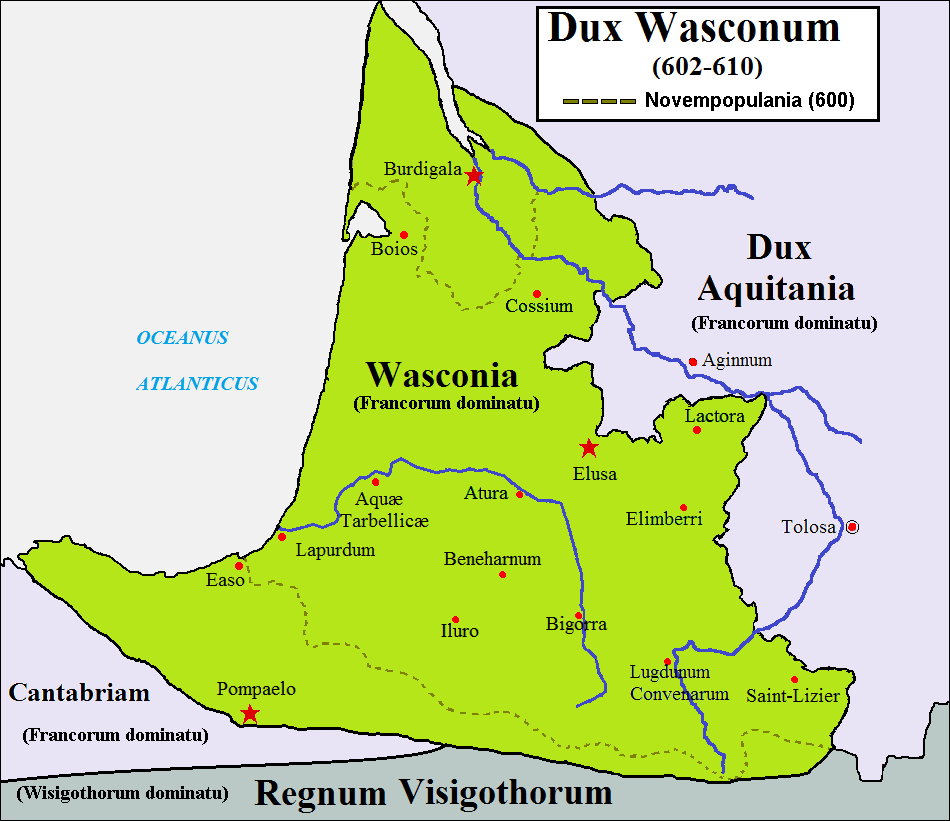
Hertogdom Gascogne

Boggis zou de eerste hertog (dux) van Aquitanië zijn.

## Context
In 602 stichtten de Basken of Vasconi het Hertogdom Gascogne. In 632 verenigde koning Dagobert I het Frankische Rijk en werd het koninkrijk Aquitanië afgeschaft. Om zijn zuidwest grens te verdedigen stelde hij Boggis aan als hertog en vazal van Aquitanië.

## Familie
Boggis is mogelijk de vader van Odo van Aquitanië, zijn broer Bertrand, zou de vader zijn van bisschop Hubertus van Luik.